# Samuel G. Cosgrove
Samuel Goodlove Cosgrove, född 10 april 1847 i Tuscarawas County i Ohio, död 28 mars 1909 i El Paso de Robles i Kalifornien, var en amerikansk republikansk politiker. Han var Washingtons guvernör från 27 januari 1909 fram till sin död.
Cosgrove avlade juristexamen vid Ohio Wesleyan University.  Han 1882 flyttade till Pomeroy i Washingtonterritoriet och tjänstgjorde senare som ortens borgmästare.
Cosgrove efterträdde 1909 Albert E. Mead som Washingtons guvernör och avled senare samma år i ämbetet. Guvernör Cosgrove gravsattes på begravningsplatsen Masonic Memorial Park i Tumwater.